# 시라이시 료코
시라이시 료코(일본어: 白石 涼子, 1982년 9월 7일 ~ )는 일본의 성우이다. 아오니 프로덕션 소속.

## 내력
- 본인도 소년역이 더 연기하기 편하다고 할 만큼 소년역을 연기하는 경우가 많지만 어른스러운 여성, 느긋한 분위기를 풍기는 역들도 잘 해내고 있다.
- 같은 소속사의 간다 아케미, 노나카 아이와 사이가 좋으며 DROPS 라는 유닛으로도 함께 활동했었다.

## 출연작

### TV 애니메이션
2003년
- D.C 다카포(사에키 카나코/밋군)
- 포트리스(유마)

2004년
- 마법소녀 리리컬 나노하(타카마치 미유키)
- 천상천하(코노이케 치아키)
- 창궁의 파프너(쿠라마에 카린)

2005년
- 마법선생 네기마(나가세 카에데)
- 마법소녀 리리컬 나노하 A'S(타카마치 미유키)
- 마호라바~Heartful Days~(시라토리 류시)
- 작안의 샤나(소라트)
- D.C 다카포 Second Season(사에키 카나코/밋군)
- 제노사가 디 애니메이션(메리 고드윈)
- 노에인 ~또 하나의 너에게~(토비 (소리개))

2006년
- 네기마?!(나가세 카에데)
- 유리함대(노비)
- 신비한 별의 쌍둥이 공주님 Gyu!(아슬리)
- 히마와리!(아자미)

2007년
- 소녀왕국 표류기(린)
- 작안의 샤나 II(소라트)
- 하야테처럼! (아야사키 하야테)
- 스카이 걸스 (하야미 타쿠미)
- 무시우타 (카자마 쿄코)

2008년
- 기동전사 건담 00 세컨드 시즌(아뉴 리터너)
- 절대가련 칠드런(노가미 아오이)
- ARIA The ORIGINATION(아유미)
- 웹 고스트 피포파(핏 (피트))
- 케메코 딜럭스(쿠로사키 료코)
- 철완 버디 DECODE (치기라 카즈요시)

2009년
- 하야테처럼!! (아야사키 하야테)
- 사키-saki- (소메야 마코)
- 냥코이!(스미요시 카나코)
- 여름의 폭풍!(아라시야마 사요코)
- 여름의 폭풍 2기(아라시야마 사요코)
- 첫사랑 한정(와타세 메구루)
- 완소! 퍼펙트 반장(죠가사키 루이)
- 괴담 레스토랑(오오조라 아코)

2010년
- 디지몬 크로스워즈(토토몬, 멜바몬, 치비카메몬, 히노모토 아카리)
- 엠엠(아야세가와 키리노)
- 그래도 마을은 돌아간다(하리바라 하루에)
- 워킹!!(타카나시 카즈에)

2011년
- 롯테의 장난감! (소루헤루가)
- 스켓 댄스 (히메코 / 오니즈카 히메)
- WORKING!! 2기 (타카나시 카즈에)
- 부르잖아요, 아자젤씨 (도친 코타로)
- 은혼 (히메코 / 오니즈카 히메)
- 경계선상의 호라이즌 (타카나시 카즈에)
- 유루유리 (니시가키 나나)
- 아스타롯테의 장난감 (헬가 (소르헬가 스바르트헤이즈))
- 오빠 따위 전혀 좋아하지 않는다니까 (쿠스하라 히로노)

2012년
- 니세모노가타리 (카게누이 요즈루)

### 극장용 애니메이션
1998년
- 포켓몬스터 6번째 극장판 (고뇨뇨)

2005년
- 호토리~그저 행복을 간절히 바라~ (스즈)

2010년
- 브레이크 블레이드 (니케)

2011년
- 영원의 쿠온 (유리)

2016년
- 극장판 도라에몽: 신 진구의 버스 오브 재팬 (쿠쿠루)
- 명탐정 코난 에피소드 “원” 작아진 명탐정 (메이드)

2024년
- 데드데드 데몬즈 디디디디 디스트럭션 (타이누마 마코토)

### OVA
2005년
- 헬싱 OVA(슈뢰딩거)

2006년
- 작안의 샤나 OVA(소라트)
- 스카이 걸스 OVA(하야미 타쿠미)

2008년
- DaCapo Innocent Finale(사에키 카나코/밋군)
- 옥・안녕, 절망선생(키츠 타네)
- 비밀의 봉오리(네모토 다이키)

2009년
- 옥・안녕, 절망선생(키츠 타네)
- DOGS(미미)

2010년
- 절대가련 칠드런 중학생편(노가미 아오이)

2011년
- 마징카이저 SKL(허리케인)

### 게임
2003년
- D.C. 다카포 Plus Situation(사에키 카나코/밋군)

2004년
- 철권 5 (카자마 아스카)

2005년
- 테일즈 오브 레젠디아(제이)

2006년
- 철권 5 DR 카자마 아스카

2007년
- 샤이닝 윈드(카리스 필리아스)
- 철권 6 (카자마 아스카)

2008년
- 무장신희 BATTLE RONDO(화기형 MMS 제르노그라드)
- 소닉 언리쉬드(칩)

2009년
- 철권6(카자마 아스카)

### 인터넷
2011년
- 쿄소기가(운)